# Patrologia Orientalis
Die Patrologia Orientalis (Abkürzung PO) ist eine Sammlung von Texten christlicher Autoren in syrischer, armenischer, georgischer, koptischer, altäthiopischer, arabischer und kirchenslawischer Sprache.
Die Reihe ist angelehnt an die Patrologia Latina und die Patrologia Graeca, die im 19. Jahrhundert erschienen waren.
Die Patrologia Orientalis enthält liturgische Texte, Bibelübersetzungen, theologische Texte, Briefe  und Homilien.

## Geschichte
1897 wurde die Reihe Patrologia Syriaca begründet. Seit 1904 wurde sie unter dem Namen Patrologia Orientalis fortgeführt. Ab 2014 erscheint der bisher letzte Band 53.

## Bände (Auswahl)
- Band 1. 1904. 705 S.
  - I. Le livre des mystères du ciel et de la terre / texte éthiopien publié et traduit par J. Perruchon
  - II. Geschichte der koptischen Patriarchen von Alexandria (von Marcus bis Benjamin I.), arabischer Text, hrsg., übers. u. komm. v. B. Evetts. Sawirus ibn al-Muqaffa (Bischof von el-Ashmunein)
  - III. Le synaxaire arabe jacobite (rédaction copte) / texte arabe publié, traduit et annoté par René Basset '
  - IV. Le synaxaire éthiopien : les mois de sanê, hamlê et nahasê / par Ignazio Guidi. I, Mois de Sanê

- Band 2. 1907. 688 S. Text in koptischer, äthiopischer, griechischer, lateinischer und syrischer Sprache.
  - I - Vie de Sévère d'Antioche (Leben des Severus von Antiochia), von Zacharias von Mytilene
  - II - Les apocryphes coptes: Les évangiles des douze apôtres et de saint Barthélemy / E. Revillout
  - III - Leben des Severus von Johannes, Abt von Beith Aphthonia / M. A. Kugener
  - IV - Les versions grecques des actes des martyrs persans sous Sapor II / Hippolyte Delehaye
  - V - Le livre de Job: version éthiopienne - Francisco Maria Esteves Pereira

- Band 3. 1909. 646 S. Texte in arabischer, äthiopischer und syrischer Sprache
  - I - Histoire d'Ahoudemmeh et de Marouta, métropolitains Jacobites de Tagrit et de l'Orient; traité d'Ahoudemmeh / François Nau
  - II - Réfutations d'Eutychius, par Sévère, évêque d'Aschmounaïn / P. Chébli
  - III - Le synaxaire arabe Jacobite / René Basset
  - IV - Sargis d'Aberga, controverse Judéo-Chrétienne / S. Grébaut et I. Guidi

- Band 4. 1908. 725 S. Texte in arabischer, äthiopischer, griechischer, lateinischer und syrischer Sprache (Digitalisat)
  - I - Les "Homiliae Cathedrales" de Sévère d'Antioche (Die Kathedralhomilien des Severus von Antiochia), syrische Fassung von Jacobus von Edessa, hrsg., übers. v. Rubens Duval (Homélies LII-LVII)
  - II - Die ältesten Denkmäler des Christentums auf Papyrus / Karl Wessely
  - III - Histoire nestorienne inédite : (Chronik von Seert). Erster Teil (I) / Addaï Scher und J. Périer
  - IV - La cause de la fondation des écoles, par Mar Barhadbsabba `Arbaya ; texte syriaque publié et traduit / Addaï Scher
  - V - Histoire de S. Pacome (une rédaction inédite des Ascetica) : texte grec des manuscrits Paris 881 et Chartres 1754 / avec une traduction de la version syriaque et une analyse du manuscrit de Paris suppl. grec 480 / J. Bousquet et François Nau
  - VI. Histoire de Saint Jean-Baptiste attribuée à Saint Marc l'évangéliste ; texte grec publié avec traduction française / François Nau
  - VII. Le miracle de S. Michel à Colosses : (récit de Saint Archippos), texte grec publié avec l'ancienne traduction Latine, composée au Mont Athos par le moine Léon (XIe-XIIe siècle) / François Nau
  - VIII. Der Konflikt von Severus von Antiochia, von Athanasius; äthiopischer Text, hrsg. u. übers. v. Edgar J. Goodspeed; mit Verweisen auf die koptische Version von W. E. Crum

- Band 5. 1910. 807 S. Texte in arabischer, armenischer und syrischer Sprache (Digitalisat)
  - I - Geschichte der koptischen Patriarchen von Alexandria III, (Agathon bis Michael I.) (766) arabischer Text, hrsg., übers. und komm. von B. Evetts
  - II - Histoire nestorienne : (Chronik von Seert). Erster Teil (II), hrsg. v. Addaï Scher, übers. v. Pierre Dib
  - III - Le synaxaire arménien de Ter Israël / publié et traduit par G. Bayan ; avec le concours de Max de Saxe. I, Mois de navasard
  - IV - Kitab al-`unvan Histoire universelle (Weltgeschichte), von Agapius (Mahboub) de Menbidj, hrsg. und übers. v. Alexander A. Vasiliev. Erster Teil (I)
  - V - Les légendes syriaques d'Aaron de Saroug, de Maxime et Domèce, d'Abraham, maître de Barsoma et de l'empereur Maurice / texte syriaque édité et traduit par François Nau. Les miracles de Saint Ptolémée / texte arabe édité et traduit par L. Leroy'

- Band 6. 1911. 704 S. Texte in arabischer, armenischer, äthiopischer, griechischer, lateinischer und syrischer Sprache
  - I - Die Hymnen von Severus von Antiochia und anderen in der syrischen Fassung von Paulus von Edessa, verbessert von Johannes von Edessa / E. W. Brooks
  - II - Le synaxaire Arménien de Ter Israël. II, Mois de hori / G. Bayan
  - III - Les trois derniers traités du livre des mystères du ciel et de la terre. Texte éthiopien publié et traduit / S. Grébaut
  - IV - L'histoire des conciles de Sévère, par ibn al Moqaffa (second livre) / L. Leroy et S. Grébaut
  - V - Vie d'Alexandre l'Acémète. texte grec et traduction latine / E. de Stoop

- Band 7. 1911. 802 S. Texte in arabischer, koptischer und syrischer Sprache (Digitalisat)
  - I - Traités d'Isaï le docteur et de Hnana d'Abiabène sur les martyrs, le vendredi d'or et les rogations, et de foi a réciter par les évéques nestoriens avant l'ordination / Addaï Scher
  - II - Histoire nestorienne (Chronik von Seert). Seconde partie (I) / Addaï Scher
  - III - Le synaxaire Éthiopien: les mois de sanê, hamlê et nahasê / I. Guidi
  - IV - Kitab al-'Unvan. Histoire universelle, von Agapius (Mahboub) de Menbidj. Zweiter Teil. (I), hrsg. und übers. v. Alexander A. Vasiliev
  - V - The hymns of Severus and others in the Syriac version of Paul of Edessa as revised by James of Edessa (II) / E. W. Brooks

- Band 8. 1912. 780 S. Texte in arabischer, griechischer und syrischer Sprache
  - I - Jean Rufus, Évëque  de Maïouma - Plérophories, c'est-a-dire témoignages et révélations (contre le concile de Chalcédoine) version syriaque et traduction française / François Nau
  - II - Les homiliae cathedrales de Sévère d'Antioche, version syriaque de Jacques d'Édesse. Homélies LVIII à LXIX, éditées et traduites en français / M. Briere
  - III - Kitab al'Unvan. Histoire universelle, (Weltgeschichte), von Agapius de Menbidj. Zweiter Teil. (II), hrsg. und übers. v. Alexander A. Vasiliev
  - IV - La version arabe des 127 canons des apotres, texte arabe, en partie inédit, publié et traduit en français d'après les manuscrits de Paris, de Rome et de Londres / J. Périer et A. Périer
  - V - La didascalie de Jacob, première assemblée : texte grec, original du Sargis d'Aberga (P. O., III, 4) / François Nau

- Band 9. 1913. 677 S. Texte in koptischer, äthiopischer und syrischer Sprache
  - I - Le livre d'Esther, version éthiopienne / Francisco Maria Esteves Pereira
  - II - Les Apocryphes coptes: II, Acta Pilati / E. Revillout
  - III - Le testament en Galilée de notre-seigner Jésus-Christ / L. Guerrier et S. Grébaut
  - IV - Le syntax Éthiopien: les mois de sanê, hamlê, nahasê et pâguemên / I. Guidi et S. Grébaut
  - V - La seconde partie de l'histoire ecclésiastique de Barhadbesaba 'Arbaïa et une controverse de Théodore de Mopsueste avec les Macédoniens: texte syriaque édité et traduit / François Nau

- Band 10. 1915. 674 S. Texte in arabischer, lateinischer und syrischer Sprache
  - I - Un martyrologie et douze Ménologes syriaques / François Nau
  - II - Les Ménologes des Évangéliaires coptes-arabes / François Nau
  - III - Le calendrier d'Aboul-Barakat: texte arabe, édité et traduit / Eugène Tisserant
  - IV - Les fêtes des melchites, par Al-Bîrounî; Les fêtes des coptes par Al-Maqrizi; Calendrier maronite par Ibn al-Qola'i. textes arabes édités et traduits / R. Griveau,
  - V - Geschichte der Patriarchen der koptischen Kirche von Alexandria, IV, Mennas I bis Joseph (849) / B. Evetts
  - VI - Ammonii Eremitae epistolae / syriace edidit et praefatus est Michael Kmoskó
  - Index Bd. 1–10

- Band 11. 1915. 859 S. Texte in arabischer, griechischer und syrischer Sprache
  - I - Kitab al-'Unvan. Histoire universalle (Weltgeschichte) von Agapius (Mahboub) de Menbidj. Erster Teil. (II) / Alexander A. Vasiliev,
  - II - La vie de saint Luc le Stylite (879-979) (Leben des heiligen Lukas Stylites), griechischer Text, hrsg. und übers. v. Fr. Vanderstuyf,
  - III - Histoire d'Isaac, patriarche Jacobite d'Alexandrie de 686 à 689, écrite par Mina, évêque de Pchati ; texte copte édité et traduit en français / E. Porcher,
  - IV - Ammonas, successeur de saint Antoine, textes grecs et syriaques édités et traduits / Fr. Nau,
  - V - Le synaxaire arabe Jacobite: (rédaction copte). III, Les mois de toubeh et d'amchir. Texte arabe publié, traduit et annoté / René Basset

- Band 12. 1919. 802 S.
  - I - Les Homiliae cathedrales de Sévère d'Antioche: traduction syriaque de Jacques d'Édesse (suite). Homélies LXX à LXXVI, éditées et traduites en français par Maurice Brière
  - II - A collection of letters of Severus of Antioch: from numerous Syriac manuscripts. edited and translated by E.W. Brooks
  - III - Histoire des sultans mamlouks, par Moufazzal ibn Abil-Fazaïl ; texte arabe publié et traduit en français par E. Blochet
  - IV - Les miracles de Jésus. texte éthiopien publié et traduit par Sylvain Grébaut
  - V - Eis epideixin tou apostolikou kerygmatos = The proof of the apostolic preaching: with seven fragments: Armenian version par S. Irenaeus; edited and translated by Karapet ter Mekerttschian and S.G. Wilson; with the co-operation of Prince Maxe of Saxony

- Band 13. 1919. 738 S. Texte in äthiopischer, lateinischer und syrischer Sprache (Digitalisat)
  - I - Sargis d'Aberga, controverse Judéo chrétienne (fin). texte éthiopien publié et traduit / S. Grébaut,
  - II - Documents pour servir a l'histoire de l'église Nestorienne: I. Quatre homélies de Saint Jean Chrysostome, II. Textes monophysites - Homélies d'Érechthios, Fragments divers, Extraits de Timothée Ælure, de Philoxène, de Bar Hébraeus, III. Histoire de Nestorius ..., Conjuration de Nestorius contre les migraines / textes syriaques édités et traduits / F. Nau,
  - III - Logia et agrapha domini Jesu: apud Moslemicos scriptores, asceticos praesertim, usitata / collegit, vertit, notis instruxit Michaël Asin et Palacios. Fasciculus prior
  - IV - Histoire nestorienne inédite : (Chronik von Seert). Seconde partie. (II) / Addai Scher et Robert Griveau,
  - V - Le troisième livre d'Ezrâ (Esdras et Néhémie canoniques) : version éthiopienne, editée et traduite en français / E. Pereira

- Band 14. 1920. 855 S. Texte in arabischer, koptischer, äthiopischer und syrischer Sprache
  - I - A collection of letters of Severus of Antioch, from numerous Syriac manuscripts / E.W. Brooks,
  - II - The life of Abba John Kamé, Coptic text edited and translated from the Cod. Vat. Copt. LX. / M.H. Davis,
  - III - Mufazzal Ibn Abil - Fazaïl. Histoire des sultans Mamlouks, texte arabe publié et traduit en français,
  - IV - Sei scritti antitreistici in langua siriaca / G. Furlani,
  - V - Les miracles de Jésus, texte Éthiopien publié et traduit en français / S. Grébaut
  - Index to the Letters of Severus and appendix (t. xii, fasc. 2 and t. xiv, fasc. 1) (S. [845]–855 bzw. [481]–491)

- Band 15. 1927. 798 S. Texte in arabischer, armenischer, äthiopischer, griechischer und lateinischer Sprache
  - I - Documents relatifs au concile de Florence. I, La question du Purgatoire à Ferrare. Documents I-VI / Louis Petit,
  - II - Les trophées de Damas: controverse judéo-chrétienne du VIIe siècle / texte grec édité et traduit / G. Bardy,
  - III - Le synaxaire Arménien de Ter Israêl : III, Mois de sahmi/ G. Bayan,
  - IV - Sancti Philoxeni Episcopi Mabbugensis Dissertationes decem de uno e sancta Trinitate incorporato et passo / textum syriacum edidit latineque vertit Mauritius Brière. Dissertatio Ia et IIa
  - V - Le synaxaire Éthiopien: les mois de mois de tahschasch, ter et yakatit. IV, Le mois de tahschasch / S. Grébaut

- Band 16. 1922. 862 S. Texte in arabischer, armenischer, griechischer, lateinischer und syrischer Sprache
  - I - Le synaxaire arménien de Ter Israel: IV, Mois de tré / G. Bayan,
  - II - Le synaxaire arabe Jacobite: (rédaction copte). IV, Les mois de barmahat, barmoudah et bachons / René Basset,
  - III - Homélies mariales Byzantines: textes grecs / édités et traduits en Latin / M. Jugie,
  - IV - La perle précieuse: traitant des sciences ecclésiastiques (chapitres I-LVI), par Jean, fils d'Abou-Zakariyâ, surnommé Ibn Sabâ` ; texte arabe publié et traduit / J. Périer,
  - V - Les homiliae cathedrales de Sévère d'Antioche (suite). Homélie LXXVII, texte grec édité et traduit en français, versions syriaques publiées pour la première fois / M.-A. Kugener & Edg. Triffaux

- Band 17. 1923. 857 S. Texte in arabischer, äthiopischer, griechischer, lateinischer und syrischer Sprache
  - I - John of Ephesus. Lives of the eastern saints. I. / E.W. Brooks,
  - II - Documents relatifs au concile de Florence. II, Oeuvres anticonciliares de Marc d'Éphèse : documents VII-XXIV / Mgr L. Petit,
  - III - Le synaxaire arabe Jacobite : (rédaction copte). V, Les mois de baounah, abib, mesoré et jours complémentaires / René Basset,
  - IV - Les miracles de Jésus: texte éthiopien publié et traduit. III. / S. Grébaut

- Band 18. 1924. 833 S. Texte in arabischer, koptischer, griechischer und syrischer Sprache
  - I - Le synaxaire arménien de ter Israël: V, Mois de kalotz / G. Bayan,
  - II - Le livre de Job : version copte bohaïrique / E. Porcher,
  - III - Les plus anciens monuments du christianisme écrits sur papyrus: textes grecs édités, traduits et annotés. II. / C. Wessely,
  - IV - John of Ephesus. Lives of eastern saints. II. / E.W. Brooks,
  - V - Histoire de Yahya-ibn-Sa'ïd d'Antioche continuateur de Sa'ïd-ibn-Bitriq / J. Kratchkovsky & A. Vasiliev

- Band 19. 1926. 741 S. Texte in arabischer, armenischer, georgischer, griechischer, lateinischer und syrischer Sprache (Digitalisat)
  - I - Le synaxaire arménien de ter Israël. VI, Mois de aratz / G. Bayan,
  - II - John of Ephesus. Lives of the eastern saints. III. / E.W. Brooks,
  - III - Homélies mariales Byzantines. II / M. Jugei,
  - IV - Logia et agrapha Domini Jesu: apud Moslemicos scriptores, asceticos praesertim, usitata / collegit, vertit, notis instruxit Michaël Asin et Palacios. Fasciculus alter
  - V - Le synaxaire Géorgien: rédaction ancienne de l'union arméno-géorgienne; publié et traduit d'après le manuscrit du Couvent Iviron du Mont Athos / N. Marr

- Band 20. 1929. 826 S. Texte in arabischer, georgischer, lateinischer und syrischer Sprache
  - I - Moufazzal Ibn Abil-Fazaïl. Histoire des sultans Mamlouks. texte arabe publié et traduit en français / E. Blouchet,
  - II - Les homeliae cathedrales de Sévère d'Antioche: traduction syriaque de Jacques d'Édesse. Homélies LXXVIII à LXXXIII / M. Brière,
  - III - The old Georgian version of the gospel of Mark: from the Adysh Gospels with the variants of the Opiza and Tbet' Gospels; edited with a Latin translation / Robert P. Blake,
  - IV - Livre de la lampe des ténèbres et de l'exposition (lumineuse) du service (de l'église), par Abû`l-Barakât connu sous le nom d'Ibn Kabar ; texte arabe édité et traduit / L. Villecourt, Mgr Tisserant, G. Wiet,
  - V - Le synaxaire arabe Jacobite: (rédaction copte).
  - VI - Additions et corrections ; Tables / F. Nau (Table des matières des tomes XI à XX auf S. 796–826 bzw. 6–38)

- Band 23. 1932. 788 S.
  - I - Les Homiliae cathedrales de Sévère d'Antioche: traduction syriaque de Jacques d'Édesse (suite). Homélies LXXXIV à XC / M. Brière,
  - II - La premiere partie de L'Histoire de Barhadbešabba 'Arabaïa Texte syriaque / F. Nau
  - III - Histoire de Yahya-ibn-Sa'ïd d'Antioche continuateur de Sa'ïd-ibn-Bitriq / J. Kratchkovsky & A. Vasiliev (Fascicule II)
  - IV - Les Paralipomènes. Livres I et II. Version éthiopienne. / Silvain Grébaut

## Herausgeber
- Renè Graffin (1904–1941)
- François Nau (1864–1931)
- Maximilian von Sachsen (1870–1951)
- François Graffin (1951–2002)
- Philippe Luisier